# Olympische Jugend-Sommerspiele 2018/Teilnehmer (Kenia)
| Gelbes Symbol für Goldmedaillen mit stilisierten Olympischen Ringen | Graues Symbol für Silbermedaillen mit stilisierten Olympischen Ringen | Braundes Symbol für Bronzemedaillen mit stilisierten Olympischen Ringen |
| ------------------------------------------------------------------- | --------------------------------------------------------------------- | ----------------------------------------------------------------------- |
| 3                                                                   | 1                                                                     | —                                                                       |

Die Jugend-Olympiamannschaft aus Kenia für die III. Olympischen Jugend-Sommerspiele vom 6. bis 18. Oktober 2018 in Buenos Aires (Argentinien) bestand aus 20 Athleten.

## Athleten nach Sportarten

### Hockey
Jungen
- 11. Platz
- Kader
Paul Ongadi
Richard Wanganga
Olando Ouma
Ivan Ludiali
Brian Ogenche
Bryton Ndwati
Edson Ndombi
Robinson Omutekete
Samuel Silong

### Leichtathletik
| Mädchen - Angela Munguti 800 m: 5. Platz - Edinah Jebitok 1500 m: Gold - Mercy Chepkorir Kirarei 3000 m: Silber - Fancy Cherono 2000 m Hindernislauf: Gold - Martha Musai Speerwurf: 10. Platz | Jungen - Francis Pesi 800 m: 4. Platz - Nickson Pariken 1500 m: 6. Platz - Jackson Muema 3000 m: Gold - Denis Matheka 2000 m Hindernislauf: 4. Platz - Ita Leshan Speerwurf: 4. Platz |